# Президентські вибори у Франції 2002
Президентські вибори у Франції 2002 проходили 21 квітня (перший тур) та 5 травня (другий тур). На виборах президентом був переобраний Жак Ширак.